# Брачо, Хулио (старший)
Хулио Брачо Перес Гавилан (исп. Julio Bracho Pérez Gavilán) (17 июля 1909, Виктория-де-Дуранго, Дуранго, Мексика — 26 апреля 1978, Мехико, Мексика) — мексиканский актёр, кинорежиссёр, продюсер, сценарист и театральный режиссёр.

## Биография
Родился 17 июля 1909 года в Виктория-де-Дуранго в семье Хулио Брачо и Сулоаги и Лус Перес Гавилан. Он был девятым из одиннадцати детей их родителей. Двое из братьев и сестёр также стали известными — Хесус Брачо, художник-постановщик и Андреа Пальма, актриса. Также имел двоюродных братьев и сестёр — Рамона Новарро и Долорес дель Рио. Актёр изучал драматическое искусство. В 1927 году он потерял своего родного папу Хулио Брачо и Сулоагу, он внезапно оказался один перед судьбой жизни. В этот момент будущий деятель кино встретил Исабелу Корону, которая позволила пережить ему горечь утраты и привила любовь к театру и кино. Благодаря Исабеле Короне, он в 1930 году основал и открыл театр «Ориентация», где поставил пьесу «Всадники к морю» в качестве театрального режиссёра, в период с 1930 по 1933 год он ставил различные театральные спектакли. В 1933 году он поставил спектакль «Лазарь засмеялся». Эта постановка принесла ему большой театральный успех. Он основал также Рабочий и Университетский театры, а также экспериментальную театральную группу, где он сотрудничал с различными театральными деятелями. В 1933 году когда её сестра Андреа Пальма дебютировала в мексиканском кинематографе, он вместе с Исабелой Корона навещали её на съёмочной площадке фильма «Женщина из порта» и дружил с режиссёрами фильма. В мексиканском кинематографе дебютировал в 1941 году в качестве режиссёра-постановщика и с тех пор работал в различных направлениях в 49 работах. Его первый фильм «Эй, какие времена, сеньор Дон Симон!» привёл его к успеху кинокритиков, а также собравший неплохие кассовые сборы во время кинопроката. Режиссёр повторил успех в своих последующих фильмах. Он также рискнул стать продюсером фильма «Дон Симон де Лира», но это не принесло ему большого успеха. Режиссёр работал с такими актёрами как: Артуро де Кордова, Долорес дель Рио, Глория Марин, Хорхе Негрете, Рамон Новарро, Андреа Пальма, Хоакин Пардаве и Мария Феликс. В 1950-е годы из-за небольшого бюджета на съемки, ему пришлось отказаться от создания художественных фильмов и заняться коммерческим кино. Он снял несколько успешных мелодрам, где снялись Розарио Гранадос, Артуро де Кордова, Ирасема Далиан и Мирослава. В качестве актёра снялся в телесериале Любовные письма, а также в фильмах Педро Парамо, Песня песен и Тень Каудильо.

### Цензурный запрет на выход фильмаТень каудильона экраны
В 1960 году он увидел, как сбылась мечта, которую он имел с самого начала своей карьеры, представив на экране роман Мартина Луиса Гусмана «Тень каудильо». Это было одно из лучших достижений режиссёра и считалось его шедевром, получив награду на Международном кинофестивале в Карловых Варах в Чехословакии в 1960 году. Однако, посчитав это очернением определённого политического класса и армии, цензура того времени запретила его к показу. и он никогда не увидел выхода своего фильма. Кроме того, режиссёру пришлось бойкотировать свою карьеру из-за того, что он снял этот фильм. Продюсеры перестали его нанимать. С тех пор он снимал малозначимые фильмы и не всегда с хорошим сюжетом. Его последними работами 1970-х годов были биографический фильм о художнике-монументалисте Хосе Клементе Ороско совместно с Игнасио Лопесом Тарсо под названием «В поисках стены» в 1973 году; в 1975 году вышла драма о крестьянской семье, эмигрировавшей в город, «Городской мираж» и отрывок из фильма «Любители холода».
Фильмы режиссёра отличались особой пластической красотой, его ухоженным кадром, созданием великолепных крупных планов его актрис (Глория Марин в «Истории большой любви» и «Сумерках», Андреа Пальма в «Особом рассвете», Иран Йори в "В поиск стены).

### Последние годы жизни
В последние годы своей жизни он тяжело болел и был вынужден оставаться дома.
Скончался 26 апреля 1978 года в Мехико.

## Память
14 января 1982 года в университете UNAM был открыт Зал Хулио Брачо.

## Личная жизнь
Хулио Брачо был официально женат трижды.
- Первой гражданской женой актёра стала Исабела Корона. Они жили вместе с 1933 по 1943 год.
- Второй женой актёра стала тановщица Диана Бордес. В этом браке в 1944 году родилась Диана Брачо, будущая актриса, а в 1946 году родился сын Хорхе. Они жили вместе с 1943 по 1951 год и развелись из-за неправильного поведения своей жены. На плечи актёра легло воспитание двоих детей, ибо их мама отказалась от них.
- Третьей гражданской женой актёра стала Делия Руис Веласкес.
- Четвёртой гражданской женой актёра стала актриса Мария Феликс.
- Пятой женой актёра стала актриса Росенда Монтерос. Брак кончился разводом.
- Шестой и последней женой актёра стала Кристина Пардиньяс Ногера.

## Фильмография

### Телесериалы
| Год  | Название телесериала | Роль   |
| ---- | -------------------- | ------ |
| 1960 | Любовные письма      | Эпизод |

### Фильмы
| Год  | Название фильма | Должность, либо роль (должность режиссёра-постановщик пишется по умолчанию, поэтому она не ставится) |
| ---- | --- | --- |
| 1941 | О, какие времена, господин дон Симон! | |
| 1942 | Дева, создавшая родину; История великой любви | |
| 1943 | Другой рассвет | |
| 1944 | Двор Фараона | |
| 1945 | Белый монах; Сумерки | |
| 1946 | Дон Симон де Лира (+ продюсер); Женщины для всех; Кантакларо | |
| 1947 | Вор | |
| 1948 | Росенда | |
| 1949 | Фелипе де Хесус | |
| 1950 | Безупречный; Обладание | |
| 1951 | История сердца; Украденный рай | |
| 1952 | Забытые лица; Отсутствие | |
| 1953 | Женщины, которые работают; Трус | |
| 1954 | Возьми меня на руки; Вызов жизни | |
| 1955 | Мария с тем голосом; Сеньора любит | |
| 1956 | Корзина мексиканских сказок | |
| 1958 | Криминальная мафия | |
| 1960 | Каждому свою жизнь; Песни объединились; Песня, которую стоит запомнить; Тень Каудильо (награждённый на Международном кинофестивале в Карловых Варах. Фильм, который был запрещён к показу и лёг на полку из-за политической составляющей) Я слишком много знал! | |